# Paul Wanner
Paul Wanner (ur. 23 grudnia 2005 w Dornbirn) – niemiecki piłkarz, występujący na pozycji ofensywnego pomocnika lub napastnika w niemieckim klubie SV 07 Elversberg, do którego jest wypożyczony z Bayernu Monachium.
Najmłodszy zawodnik w historii Bayernu Monachium.

## Kariera klubowa
Paul Wanner rozpoczynał swoją karierę piłkarską w młodzieżowej drużynie FV Ravensburg, a w połowie 2018 roku przeniósł się do akademii Bayernu Monachium. W styczniu 2022 roku, w związku z brakami kadrowymi spowodowanymi pozytywnymi wynikami testów na COVID-19 u kilku kluczowych zawodników, trener Julian Nagelsmann powołał go do pierwszej drużyny.

## Kariera reprezentacyjna

### Niemcy U-17
Paul Wanner zadebiutował w reprezentacji Niemiec U-17 6 sierpnia 2021 roku podczas zwycięskiego meczu 10:1 przeciwko Polsce. W barwach tej drużyny narodowej rozegrał łącznie 13 spotkań, zdobywając 4 bramki.

## Sukcesy

### Bayern Monachium
- Mistrzostwo Niemiec: 2021/2022, 2022/2023[5]